# 右心室
右心室（うしんしつ、英: right ventricle、羅: ventriculus dexter）は、心臓を構成する左右の心房と心室からなる4つの部屋の1つ、右側の心室のこと。

## 概要
全身を巡った血液は上下の大静脈から心臓へ戻ってくる。まず右心房に入った血液は三尖弁を経由して右心室に入り、右心室の収縮により肺動脈を経由して肺に送られる。
ただし、先天性心疾患の中には、右心室があるべき部位に左心室の構造があったり、逆に左心室があるべき部位に右心室の構造があったりすることがある。この場合、構造が右心室であるものを解剖学的右心室、右心室の部位にある心室を構造的右心室と呼ぶ。